# Catedral de la Protección de la Madre de Dios (Hajdúdorog)
La Catedral de la Protección de la Madre de Dios o simplemente Catedral de Hajdúdorog (en húngaro: Istenszülő Oltalma Görögkatolikus főszékesegyház) es un edificio religioso de la Iglesia católica sede de la archieparquía de Hajdúdorog, en Hungría. Este estatus ubica a la catedral entre los edificios más importantes del rito greco Católica Húngaro. Los orígenes de la actual catedral se remontan a 1312, notas históricas mencionan que existía una iglesia en el asentamiento medieval de Dorogegyháza. Sin embargo, el edificio actual tiene sus orígenes en el siglo XVII, y ha sido sometido a varias ampliaciones y reformas durante su historia. La última restauración terminó en 2006.
El Papa Pío X elevó la iglesia al rango de catedral en 1912 cuando se erigió la Diócesis de Hajdúdorog por medio de la bula Christifideles Graeci. El interior refleja las tradiciones de la liturgia católica griega y su arquitectura. El signo más espectacular de ello es el iconostasio de 200 años de antigüedad. Un muro de  11 metros (36 pies) de alto separan los inonos y las tres naves y el altar. El iconostasio contiene 54 imágenes sagradas y se considera como uno de los iconostasios más importante en Hungría.
Más del 80% de los habitantes de Hajdúdorog son católicos de rito griego por tanto, la catedral es un lugar central para la vida cotidiana de la ciudad, especialmente durante las grandes fiestas religiosas.

## Véase también

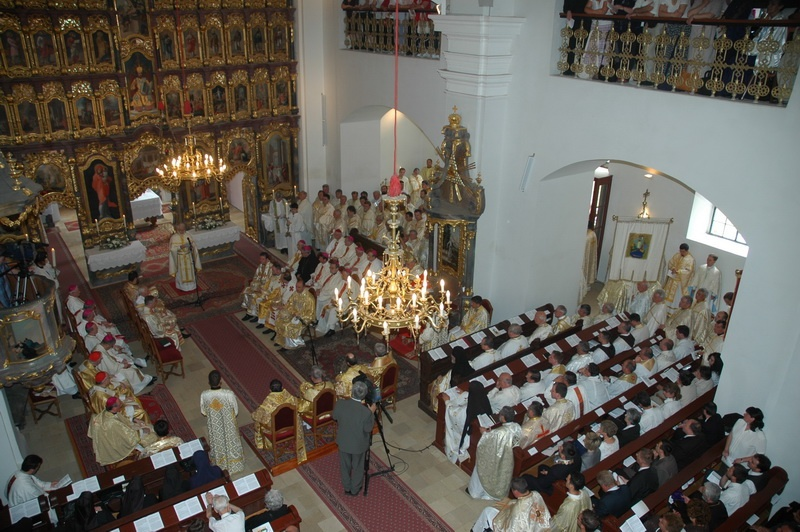
Vista interna